# Cyclommatus canaliculatus
Cyclommatus canaliculatus là một loài bọ cánh cứng trong họ Lucanidae. Chúng thường được tìm thấy ở Malaysia và các nhóm đảo Borneo, Java và Nias (Indonesia).

## Phân loài
- Cyclommatus canaliculatus canaliculatus Ritsema, 1891
- Cyclommatus canaliculatus consanguineus Boileu, 1898
- Cyclommatus canaliculatus freygessneri Ritsema, 1892
- Cyclommatus canaliculatus infans de Lisle, 1970